# Glycine (марка часов)
Glycine — марка швейцарских часов.

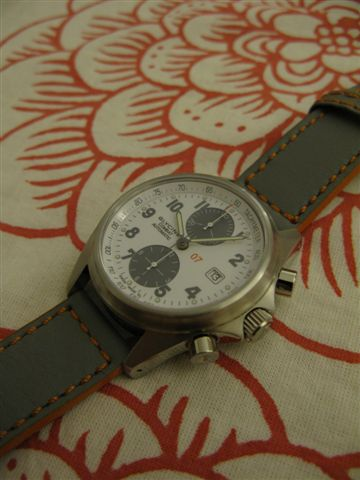

Основана в 1914 году Юджином Мейланом с производством в городе Бьен (Швейцария).
Юджин Мейлан создал точный миниатюрный механизм для женских часов, тем самым предложив рынку дамские часы, которые часто имели корпуса из золота и платины или украшались бриллиантами.
В 1931 году Мейлан представил высокоточный механизм с автоматическим подзаводом. Единичные экземпляры этих часов, названных Glycine Eugene Meylan SA с автоматическим подзаводом, изредка встречаются на специализированных аукционах и являются предметом гордости коллекционеров.
1934 год стал знаменателен для Glycine запуском производства хронометров.
Glycine получила известность в начале 1950-х годов после выпуска модели «Airman» с 24-часовым циферблатом, которая пользовалась популярностью у пилотов как военной, так гражданской авиации. Airman носили многие пилоты ВВС США во время войны во Вьетнаме. Несколько вариантов этой модели Glycine продолжает выпускать до настоящего времени. Продукция Glycine также включают серии Incursore, KMU 48, Combat и Lagunare.